# Talagapa (Chubut)
Talagapa es una localidad argentina ubicada en el Departamento Telsen, provincia del Chubut. Se encuentra a una altitud de 1280 metros sobre el nivel del mar. Se ubica a la vera de la Ruta Provincial 67, cerca del límite con la provincia de Río Negro, a 29 km de Gan Gan.